# Le Raincy
Le Raincy é uma comuna francesa localizada no Departamento de Seine-Saint-Denis, onde é subprefeitura, na região da Ilha de França. A cidade, atípica no departamento, é muitas vezes chamada de "enclave burguês" e apelidada de "A Pequena Neuilly do 93".
Seus habitantes são chamados de Raincéens.

## Geografia

### Localização
Le Raincy é cercada pelas cinco comunas seguintes:
- ao noroeste: Livry-Gargan
- ao nordeste: Clichy-sous-Bois
- ao sudeste: Gagny
- ao sul: Villemomble
- ao oeste: Les Pavillons-sous-Bois

## Toponímia
Rinsiacum em 1238, Reinsiacum no século XIII, Les Raimsis no século XVII, Rainsy.
*Ramusciacus.

## História

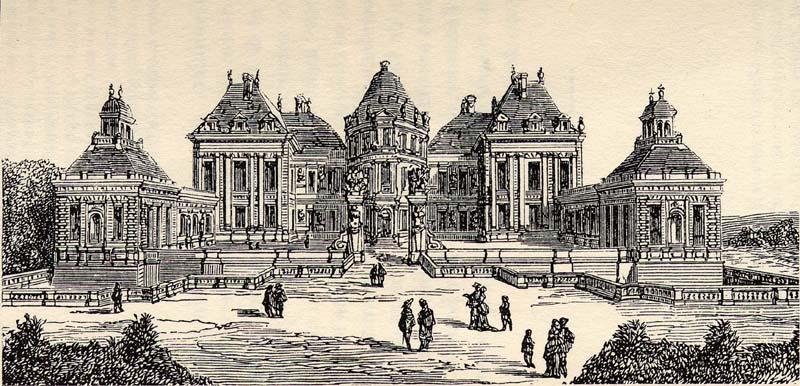
O castelo de Raincy.

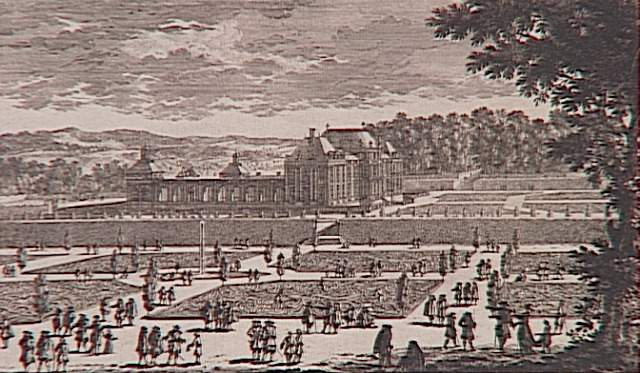
O castelo de Raincy.

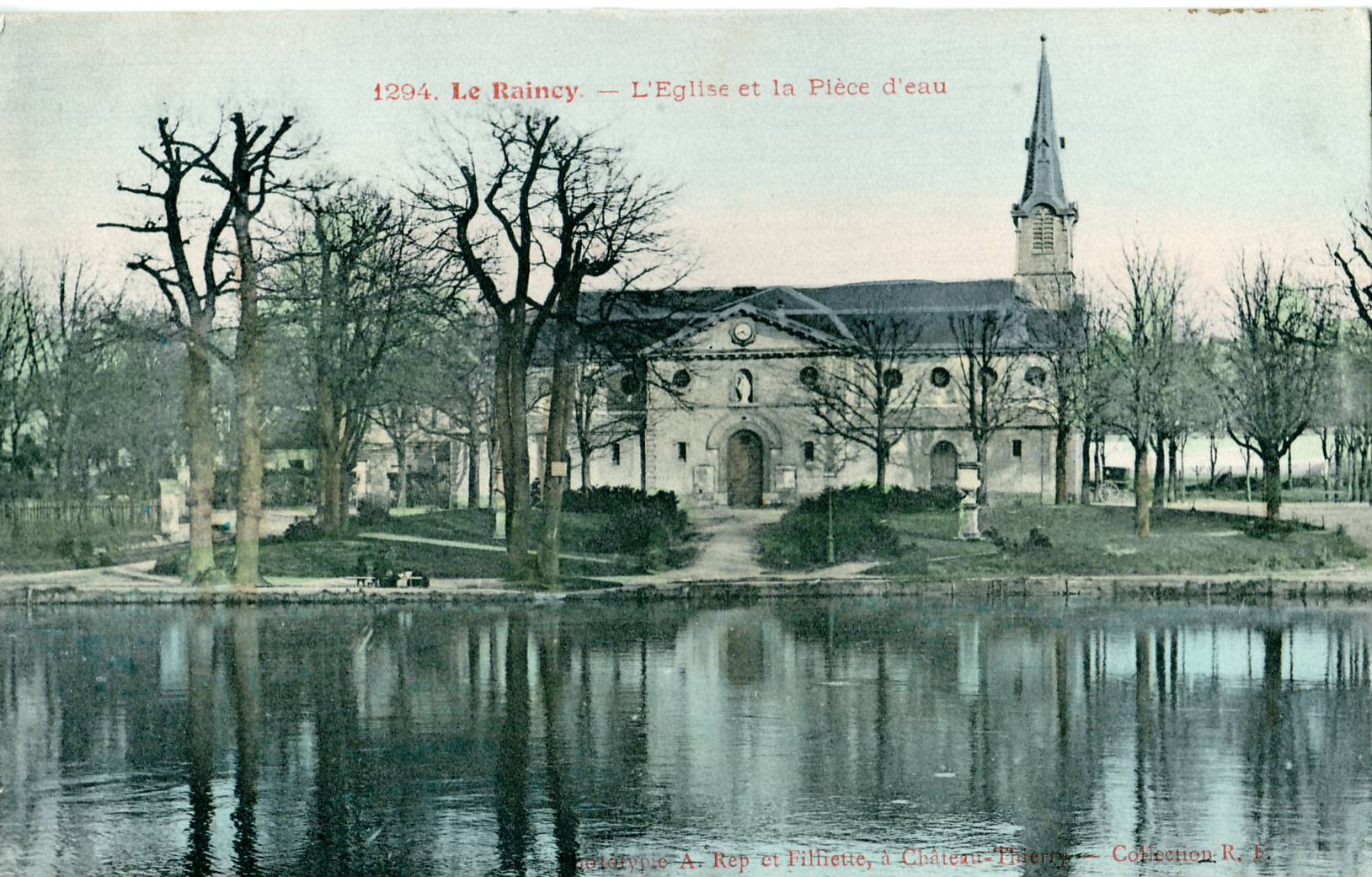
A igreja Saint-Louis du Raincy foi alojada na granja da antiga fazenda do Château em 1858. Primeiramente simples capela, ela foi transformada em igreja paroquial em 1869 por ordem do Bispo de Versalhes.

Le Raincy está no meio do pays d'Aulnoye.
O nome da aldeia provavelmente vem do latim reincendere - "queimar novamente" - evocando as queimadas perto da floresta. O priorado conhecido sob o nome de Remse foi fundado por Beaudoin de Villefix o qual, em cerca de 1130, foi erigida uma igreja para os monges religiosos da ordem da Abadia da Sainte -Trinité de Tiron, ligada à diocese de Chartres. No século XVI, é reportado que a família Julien possuiu um feudo na clareira de Raincy.

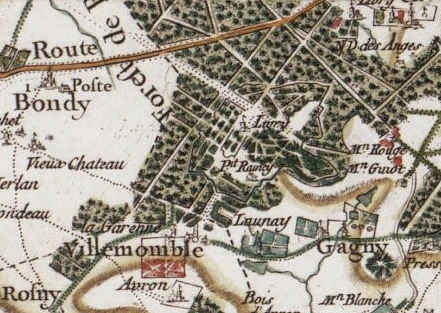
Le Raincy em 1780 (Carta de Cassini).

Em 1633, "la terre des Rincis" foi comprada por Jacques Bordier, conselheiro de Estado e administrador das finanças do rei Luís XIII, que construiu em 1640, o local da abadia beneditina caída em ruína, um castelo de uma magnificência real assinada por Le Vau para a arquitetura e Le Nôtre para os jardins; Le Brun dirigiu as pinturas e afrescos que François Perrier, Van Obstal, Charles-Alphonse Dufresnoy, Philip Buyster, Louis Testelin e Giovanni Francesco Romanelli também os fizeram. Os estábulos foram recebidos com mais de 200 cavalos, o parque fazia mais de 240 hectares, um dos mais vastos na região. O castelo rivalizava com o Palácio de Versalhes. Custou a soma de 4 500 000 libras e engoliu a quase totalidade da fortuna de Bordier. O rei Luís XIV, acompanhado de sua mãe Ana da Áustria, veio especialmente inaugurar o castelo, cuja fama tinha chegado ao tribunal.
Até 1652, Bordier recebeu permissão para colocar o parque que até então não havia nada para se distinguir da vasta floresta de Bondy.
Bordier incorporou então esta terra à de Bondy, que ele também era senhor.

## Cidades geminadas
- Finchley (Reino Unido)
- Clusone (Itália)
- Yavne (Israel)
- Caldas da Rainha (Portugal)